# VivaDesigner
VivaDesigner (ehemals VivaPress) ist ein Satzprogramm von Viva Technology für Linux-, macOS- und Windows-Betriebssysteme.
Es gilt als ein gut gepflegtes und funktionsreiches DTP-Programm. Unter anderem als einzige (kommerzielle) Alternative zum jüngeren Scribus genießt die Software einige Bekanntheit. Auf anderen Plattformen positioniert es sich in Konkurrenz zu Adobe InDesign und QuarkXPress und bietet einen ähnlichen Funktionsumfang mit einer unterschiedlichen Benutzeroberfläche, die eher mit der von Corel Ventura 10 vergleichbar ist.
Es gibt eine eingeschränkte (unter anderem ohne Rechtschreibprüfung, Silbentrennung, Pantone-Farbpaletten, PDF-Im- und -Export, Pantone- und HKS-Farbmodell) Version zur kostenlosen Nutzung für Privatzwecke und verschiedene kommerzielle Lizenzen.
Die Benutzeroberfläche basiert auf Qt.

## Geschichte
Die Software entstand um 1990 als „VivaPress“ für das klassische Mac OS im Auftrag von Linotype, die es jedoch nicht abnahm, weswegen das Programm von Viva bis zur Marktreife weiterentwickelt und anschließend selbst vermarktet wurde. 1991 trat Viva mit VivaPress an die Öffentlichkeit.
Das Programm bot Techniken, die in anderen Programmen bis dahin unbekannt waren, konnte aber gegen die etablierte Konkurrenz von PageMaker und QuarkXPress nur einen vergleichsweise geringen Marktanteil erobern.
Durch die strategische Entscheidung, Belichtungsstudios eine kostenlose Version zur Verfügung zu stellen, wurde trotzdem sichergestellt, dass mit VivaPress angefertigte Satzdateien auch bei den meisten Belichtungsstudios verarbeitet werden konnten.
Die aktuelle Version von VivaPress ist VivaPress Professional 3. Das Produkt konnte sich gegen die Marktmacht von QuarkXPress jedoch nicht international durchsetzen und wurde eingestellt, wenngleich die Satztechnologie kontinuierlich weiterentwickelt wurde, da das Unternehmen mit Ausschießsoftware, Lösungen für den Großdruck und für automatisierte Medienproduktionen (Publishing-Server) weiter im DTP-Markt aktiv war.
Im Dezember 2004 kam die Software als VivaDesigner (zunächst als öffentliche Beta-Version) wieder für Windows, Linux und macOS (vor 2012 noch unter dem Namen „Mac OS X“) auf den Markt und ist inzwischen in der Version 11 verfügbar. Der VivaDesigner 11 wurde in vielen Bereichen verbessert und erweitert. Neben neuen Funktionen wurde insbesondere die Geschwindigkeit sowie die Dateikompatiblität mit Adobe InDesign über das offene IDML-Austauschformat von Adobe verbessert. Die vorherige Version 10 der Software wurde um einen nativen PDF-Import, eine Web-Edition, Pfadwerkzeugen sowie einem direkten Datenaustausch mit InDesign (INDD-Format) erweitert.

## Rezeption
VivaDesigner wird von Medien und in Büchern neben Scribus als kostengünstige Alternative zu InDesign empfohlen.
Computerbild hält die Free Edition des VivaDesigners für eine gute Wahl, auch für die die Linux-Computer nutzen. Der VivaDesigner sei leicht zu bedienen und verfügt über mehr als 1.000 verschiedenen Funktionen zur Gestaltung.  Isabelle Bauer merkt bei Heise.de an, dass das Tool eine große Auswahl an Vorlagen und Design-Layouts. Der VivaDesigner würde eine Vielzahl an Bildformaten wie BMP und TIFF  unterstützten und sich als einfach zu handhabende Alternative positionieren, deren Benutzeroberfläche übersichtlich und intuitiv aufgebaut sei. Dirk Hottes meint in der netzwelt, dass der VivaDesigner zuverlässig von der Idee bis zum Text sei. Mit dem  Programm könnten bequem und zuverlässig Ideen festgehalten und in ein professionelles Schriftstück umgewandelt werden.